# Рапола
Рапо̀ла (на италиански: Rapolla) е малко градче и община в Южна Италия, провинция Потенца, регион Базиликата. Разположено е на 450 m надморска височина. Населението на общината е 4400 души (към 2012 г.).